# Transformalin
Transformalin es el primer material álbum debut del cantante Nattramn, exvocalista de la banda de black doom sueca, llamada Silencer. Nattramn lanzó este trabajo bajo el proyecto denominado Diagnose: Lebensgefahr, una banda de la cual, es el único integrante.

## Historia
En mayo de 2001, Nattramn padeció un cuadro grave de esquizofrenia; y se internó en un hospital de Växjö. A mediados de ese mismo mes, se escapó de dicho hospital, y dejó una carta en donde decía que saldría a matar niñas.  Tras casi matar a una niña de seis años con hacha en la cabeza, Nattramn fue arrestado por la policía y fue nuevamente internado en otro hospital de esa misma ciudad.
Nuevamente internado, Nattramn recibió la propuesta de los doctores de componer música, con el propósito de analizar las letras de sus canciones y ver si su salud progresaba o no. Cabe destacar que Nattramn tuvo la colaboración de varios pacientes de ese mismo hospital. Con este material, Nattramn creó el proyecto Diagnose: Lebensgefahr y su disco se tituló como Transformalin.

## Lista de canciones
Todas las canciones escritas y compuestas por Nattramn. 
| N.º     | Título                                        | Escritor(es) | Duración |  |
| 1.      | «The Level Beyond Human»                      |              | 01:55    |  |
| 2.      | «Transformalin»                               |              | 08:40    |  |
| 3.      | «Flaggan På Halv Stång I Drömmens Västergård» |              | 08:58    |  |
| 4.      | «Upon The High Horse Of Self Destruction»     |              | 04:56    |  |
| 5.      | «Situazion: Lebensgefahr»                     |              | 07:34    |  |
| 6.      | «Anoxi»                                       |              | 05:44    |  |
| 7.      | «The Last Breath Of Tellus»                   |              | 06:32    |  |
| 8.      | «Mani Versus Apati»                           |              | 04:15    |  |
| 9.      | «Tillsammans Men Ensam I Stillhetens Kapell»  |              | 07:06    |  |
| 10.     | «Obducentens Dröm»                            |              | 04:28    |  |
| 11.     | «De Vårdar Mig In I Döden»                    |              | 08:47    |  |
| 1:08:55 |                                               |              |          |  |

## Personal
- Nattramn - multinstrumentista